# A tutto reality - Azione!
A tutto reality - Azione! (Total Drama Action) è la seconda stagione del franchise A tutto reality, seguito di A tutto reality - L'isola. La serie ha debuttato sul canale canadese Teletoon l'11 gennaio 2009.
In Italia è stata trasmessa sul canale K2 a partire dal 31 ottobre 2010. Il 28 novembre 2011 è stato trasmesso per la prima volta e in esclusiva anche un episodio speciale mai visto prima: Caccia alle celebrità, dove appaiono già i personaggi di Alejandro, Sierra e Blaineley, prima di A tutto reality - Il tour.

## Trama
Come la stagione precedente il reality show verrà girato con il solito cast, soltanto che questa volta il premio è di 1000000 $, il reality verrà girato in uno studio abbandonato di Toronto in cui dovranno affrontare 26 sfide. Al posto del marshmallow verrà dato il "Chris d'oro", statuetta che ritrae il presentatore dello show e che fa il verso al Premio Oscar. Ci saranno due squadre: i macchinisti assassini e gli elettricisti urlanti. Si dormirà dentro delle roulotte. Come nella prima stagione, a metà reality si scioglieranno le squadre e ognuno giocherà per sé. Ogni perdente poi andrà al doposhow del reality per parlare della sua esperienza, i conduttori del doposhow sono Bridgette e Geoff eliminati entrambi nella prima puntata poiché sempre intenti a scambiarsi smancerie e quindi inutili alle rispettive squadre.

### Doposhow
Un evento che avviene ogni 6 puntate è A tutto reality - Azione, Doposhow! una presentazione all'interno di una mostra condotta da Geoff e Bridgette, commissionato poco dopo la loro eliminazione. Nel Doposhow, Geoff e Bridgette intervistano i concorrenti eliminati sulle esperienze di A tutto reality - Azione!. Essi sono accompagnati da concorrenti di A tutto reality - L'isola che non si sono qualificati per il nuovo reality (Ezekiel, Eva, Noah, Katie, Sadie, Tyler, Cody e Courtney, la quale non viene nel 3º doposhow perché in gioco) così come lo diventeranno i concorrenti che successivamente saranno eliminati. Nel Doposhow si possono, anche, vedere "filmati mai visti prima" (che avrebbe avuto luogo durante gli eventi di episodi precedenti), "Questo lascerà un segno/Quello che fa male, rafforza" (un segmento dove si vedono i concorrenti che si feriscono gravemente), e "Verità o..." (In cui un concorrente viene intervistato e se rispondono dicendo una bugia gli succede qualcosa, cambia di episodio a episodio). Questo Doposhow verrà riproposto in A tutto reality - Il tour, sempre con Geoff, e in seguito alla sua eliminazione anche Bridgette.
|                                 | Episodi                                          | Episodi                                                     | Episodi                                                    | Episodi |
| 6                               | 12                                               | 18                                                          | 26                                                         | |
| "Doposhow: Il declino di Trent" | "Doposhow: Dimenticare Gwen"                     | "Doposhow: Bisogna saper perdere"                           | "Doposhow: Chi vuol scegliere il milionario?"              | |
| ------------------------------- | ------------------------------------------------ | ----------------------------------------------------------- | ---------------------------------------------------------- | --- |
| Conduttori                      | Geoff Bridgette                                  | Geoff Bridgette                                             | Geoff Bridgette                                            | Geoff Bridgette Chris |
| Ospiti speciali                 | Izzy Trent                                       | DJ Gwen                                                     | Owen Heather LeShawna                                      | I finalisti: Duncan Beth                                                                                                 |
| Commentatori                    | Eva Ezekiel Katie Sadie Noah Tyler Courtney Cody | Eva Ezekiel Katie Sadie Noah Tyler Courtney Cody Izzy Trent | Eva Ezekiel Katie Sadie Noah Tyler Cody Izzy Trent DJ Gwen | Eva Ezekiel Katie Sadie Noah Tyler Cody Votanti: Izzy Trent DJ Gwen Justin Courtney Harold Lindsay LeShawna Heather Owen |

## Episodi
| Stagione | Episodi       | Paese       | Canale          | Prima TV        | Fine TV        |
| -------- | ------------- | ----------- | --------------- | --------------- | -------------- |
| 2        | 26 + Speciale | Canada      | Teletoon        | 11 gennaio 2009 | 10 giugno 2010 |
| 2        | 26 + Speciale | Stati Uniti | Cartoon Network | 11 giugno 2009  | 6 aprile 2010  |
| 2        | 26 + Speciale | Italia      | K2              | 31 ottobre 2010 | 8 gennaio 2011 |

## Personaggi

### Conduttori
| Personaggio  | Voce originale    | Voce italiana     |
| ------------ | ----------------- | ----------------- |
| Chris McLean | Christian Potenza | Alessandro Quarta |
| Chef Hatchet | Clé Bennett       | Roberto Draghetti |

### Concorrenti
| Personaggio | Voce originale       | Voce italiana        | Posizione            |
| ----------- | -------------------- | -------------------- | -------------------- |
| Beth        | Sarah Gadon          | Antonella Baldini    | Vincitrice           |
| Duncan      | Drew Nelson          | Christian Iansante   | 2º classificato      |
| Owen        | Scott McCord         | Fabrizio Vidale      | 3/4º classificato    |
| Courtney    | Emilie Barlow        | Monica Vulcano       | 3/4ª classificata    |
| Harold      | Brian Froud          | Luigi Morville       | 5º classificato      |
| Lindsay     | Stephanie Anne Mills | Alessia Amendola     | 6ª classificata      |
| Justin      | Adam Reid            | Massimiliano Alto    | 7º classificato      |
| Leshawna    | Novie Edwards        | Laura Lenghi         | 8ª classificata      |
| Heather     | Rachel Wilson        | Monica Ward          | 9ª classificata      |
| Izzy        | Katie Crown          | Micaela Incitti      | 10ª classificata     |
| DJ          | Clé Bennett          | Simone Crisari       | 11º classificato     |
| Gwen        | Megan Fahlenbock     | Laura Latini         | 12ª classificata     |
| Trent       | Scott McCord         | Alessandro Campaiola | 13º classificato     |
| Bridgette   | Kristin Fairlie      | Ilaria Latini        | 14°/15° classificati |
| Geoff       | Dan Petronijevic     | Stefano Crescentini  | 14°/15° classificati |

### Commentatori Doposhow
| Personaggio | Voce originale       | Voce italiana     |
| ----------- | -------------------- | ----------------- |
| Cody        | Peter Oldring        | Davide Perino     |
| Noah        | Carter Hayden        | Andrea Mete       |
| Tyler       | Peter Oldring        | Fabrizio Manfredi |
| Katie       | Stephanie Anne Mills | Gemma Donati      |
| Sadie       | Lauren Lipson        | Letizia Ciampa    |
| Eva         | Julia Chantrey       | Laura Niccolò     |
| Ezekiel     | Peter Oldring        | Gianluca Crisafi  |